# 브로카르 점

제1 브로카르 점

기하학에서 브로카르 점(영어: Brocard points)은 주어진 삼각형으로 결정되는 한 쌍의 등각 켤레점이다. 반사에 대하여 불변이 아니므로, 삼각형의 중심이 아니다.

## 정의
(유향) 평면 위의 삼각형 {\displaystyle ABC}가 주어졌다고 하자. 편의상 꼭짓점이 시계 반대 방향 순서로 쓰였다고 하자. 그렇다면 다음 조건을 만족시키는 점 {\displaystyle \Omega }가 유일하게 존재하며, 이 점을 삼각형 {\displaystyle ABC}의 제1 브로카르 점(영어: first Brocard point) {\displaystyle \Omega }라고 한다.
{\displaystyle \angle \Omega AB=\angle \Omega BC=\angle \Omega CA}
(유향) 평면 위의 삼각형 {\displaystyle ABC}가 주어졌다고 하자. 편의상 꼭짓점이 시계 반대 방향 순서로 쓰였다고 하자. 그렇다면 다음 조건을 만족시키는 점 {\displaystyle \Omega '}이 유일하게 존재하며, 이 점을 삼각형 {\displaystyle ABC}의 제2 브로카르 점(영어: second Brocard point) {\displaystyle \Omega '}이라고 한다.
{\displaystyle \angle \Omega 'AC=\angle \Omega 'CB=\angle \Omega 'BA}
제1·제2 브로카르 점을 통틀어 브로카르 점이라고 한다.
증명:
등식 {\displaystyle \angle \Omega AB=\angle \Omega BC}는 {\displaystyle \Omega }가 점 {\displaystyle A}를 지나며 점 {\displaystyle B}에서 변 {\displaystyle BC}에 접하는 원 위의 (점 {\displaystyle A} 또는 {\displaystyle B}가 아닌) 점인 것과 동치이며, 등식 {\displaystyle \angle \Omega AB=\angle \Omega CA}는 {\displaystyle \Omega }가 점 {\displaystyle C}를 지나며 점 {\displaystyle A}에서 변 {\displaystyle AB}에 접하는 원 위의 (점 {\displaystyle C} 또는 {\displaystyle A}가 아닌) 점인 것과 동치이다. 변 {\displaystyle AB}는 각각 두 원의 현과 접선이므로, 두 원은 교점 {\displaystyle B}에서 접하지 않으며, 두 원은 다른 한 교점을 갖는다. 이는 제1 브로카르 점의 정의를 만족시키는 유일한 점이다.
이는 미켈 정리에 극한을 취한 경우와 같다.

## 성질

### 브로카르 각
삼각형 {\displaystyle ABC}의 제1·제2 브로카르 점 {\displaystyle \Omega }, {\displaystyle \Omega '}은 등각 켤레점이다. 즉, 위 6개의 각의 크기는 일치한다. 이 각의 크기를 삼각형 {\displaystyle ABC}의 브로카르 각(영어: Brocard angle) {\displaystyle \omega }라고 한다. 삼각형 {\displaystyle ABC}의 꼭짓점 {\displaystyle A}, {\displaystyle B}, {\displaystyle C}의 대변의 길이를 {\displaystyle a}, {\displaystyle b}, {\displaystyle c}, 넓이를 {\displaystyle S}라고 하자. 그렇다면 다음 항등식들이 성립한다.:266–267, §[XVI.]434–435
{\displaystyle {\begin{aligned}\cot \omega &=\cot A+\cot B+\cot C\\&={\frac {a^{2}+b^{2}+c^{2}}{4S}}\\&={\frac {1+\cos A\cos B\cos C}{\sin A\sin B\sin C}}\\&={\frac {\sin ^{2}A+\sin ^{2}B+\sin ^{2}C}{2\sin A\sin B\sin C}}\\&={\frac {a\sin A+b\sin B+c\sin C}{a\cos A+b\cos B+c\cos C}}\end{aligned}}}
{\displaystyle \csc \omega =\csc A+\csc B+\csc C}
{\displaystyle \sin \omega ={\frac {2S}{\sqrt {a^{2}b^{2}+b^{2}c^{2}+c^{2}a^{2}}}}}
증명:
유향 선분 {\displaystyle B\Omega }의 연장선과 점 {\displaystyle C}를 지나며 점 {\displaystyle A}에서 변 {\displaystyle AB}에 접하는 원의 교점을 {\displaystyle P}라고 하자. 그렇다면 원주각의 성질에 따라
{\displaystyle \angle \Omega PA=\angle \Omega CA=\angle \Omega AB}
이므로 {\displaystyle AP}와 {\displaystyle BC}는 평행한다. 점 {\displaystyle A}, {\displaystyle P}를 지나는 변 {\displaystyle BC}의 수선의 발을 {\displaystyle D}, {\displaystyle E}라고 하자. 그렇다면 접현각의 성질에 따라
{\displaystyle \angle PCE=\angle CPA=\angle CAB}
이다. 따라서 다음이 성립한다.
{\displaystyle {\begin{aligned}\cot \omega &={\frac {BE}{PE}}\\&={\frac {BD}{AD}}+{\frac {DC}{AD}}+{\frac {CE}{PE}}\\&=\cot B+\cot C+\cot A\end{aligned}}}
또한
{\displaystyle {\begin{aligned}a^{2}&=a\cdot (BD+CD)\\&=a\cdot AD\cdot (\cot B+\cot C)\\&=2S(\cot B+\cot C)\\\end{aligned}}}
{\displaystyle b^{2}=2S(\cot C+\cot A)}
{\displaystyle c^{2}=2S(\cot A+\cot B)}
이므로
{\displaystyle a^{2}+b^{2}+c^{2}=4S(\cot A+\cot B+\cot C)=4S\cot \omega }
이다.
그 밖의 항등식들은 이 두 항등식과 삼각법을 사용하여 증명할 수 있다.
모든 삼각형의 브로카르 각은 {\displaystyle \pi /6} 이하이며, 정확히 {\displaystyle \pi /6}일 필요 충분 조건은 정삼각형이다 (바이첸뵈크 부등식).:104, §10.2
{\displaystyle \omega \leq {\frac {\pi }{6}}}
보다 일반적으로, 볼록 다각형 {\displaystyle A_{1}\cdots A_{n}} ({\displaystyle A_{n+1}=A_{1}}) 및 그 내부에 속하는 점 {\displaystyle P}가 주어졌다고 하자. 그렇다면 다음 부등식이 성립하며, 등식이 성립할 필요 충분 조건은 정다각형과 그 중심이다.
{\displaystyle \min _{1\leq i\leq n}\angle PA_{i}A_{i+1}\leq {\frac {(n-2)\pi }{2n}}}
증명:
모든 {\displaystyle i=1,\dots ,n}에 대하여 {\displaystyle \angle PA_{i}A_{i+1}\geq (n-2)\pi /2n}이라고 가정하자. 그렇다면 모든 {\displaystyle i=1,\dots ,n}에 대하여, {\displaystyle \angle PA_{i}B_{i}=(n-2)\pi /2n}인 선분 {\displaystyle PA_{i+1}} 위의 점 {\displaystyle B_{i}}가 존재한다. 사인 법칙에 따라 다음이 성립한다.
{\displaystyle {\begin{aligned}\sin \angle PB_{1}A_{1}\cdots \sin \angle PB_{n}A_{n}&={\frac {PA_{1}}{PB_{1}}}\sin \angle PA_{1}B_{1}\cdot \cdots \cdot {\frac {PA_{n}}{PB_{n}}}\sin \angle PA_{n}B_{n}\\&\geq {\frac {PA_{1}}{PA_{2}}}\cdot \cdots \cdot {\frac {PA_{n}}{PA_{1}}}\sin ^{n}{\frac {(n-2)\pi }{2n}}\\&=\sin ^{n}{\frac {(n-2)\pi }{2n}}\end{aligned}}}
또한 산술-기하 평균 부등식과 옌센 부등식에 따라 다음이 성립한다.
{\displaystyle {\begin{aligned}\sin \angle PB_{1}A_{1}\cdots \sin \angle PB_{n}A_{n}&\leq \left({\frac {\sin \angle PB_{1}A_{1}+\cdots +\sin \angle PB_{n}A_{n}}{n}}\right)^{n}\\&\leq \sin ^{n}{\frac {\angle PB_{1}A_{1}+\cdots \angle PB_{n}A_{n}}{n}}\\&=\sin ^{n}{\frac {(\pi -(n-2)\pi /2n-\angle A_{1}PA_{2})+\cdots +(\pi -(n-2)\pi /2n-\angle A_{n}PA_{1})}{n}}\\&=\sin ^{n}{\frac {(n-2)\pi }{2n}}\end{aligned}}}
따라서 위 두 부등식에서 등식이 성립한다. 등식이 성립할 조건에 따라 모든 {\displaystyle i=1,\dots ,n}에 대하여 {\displaystyle B_{i}=A_{i+1}}이며,
{\displaystyle \angle PA_{2}A_{1}=\angle PA_{3}A_{2}=\cdots =\angle PA_{1}A_{n}={\frac {(n-2)\pi }{2n}}}
이다. 또한
{\displaystyle \angle PA_{1}A_{2}=\angle PA_{2}A_{3}=\cdots =\angle PA_{n}A_{1}={\frac {(n-2)\pi }{2n}}}
이다. 따라서 볼록 다각형 {\displaystyle A_{1}\cdots A_{n}}은 정다각형이며 {\displaystyle P}는 그 중심이다.
삼각형 {\displaystyle ABC}의 제1·제2 브로카르 점을 {\displaystyle \Omega }, {\displaystyle \Omega '}, 외심을 {\displaystyle O}라고 하자. 그렇다면 다음이 성립한다.:106, §10.2
{\displaystyle \Omega O=\Omega 'O}
{\displaystyle \angle \Omega O\Omega '=2\omega }
증명:
유향 선분 {\displaystyle A\Omega }, {\displaystyle B\Omega }, {\displaystyle C\Omega }의 연장선과 외접원의 교점을 {\displaystyle A'}, {\displaystyle B'}, {\displaystyle C'}이라고 하자. 그렇다면 원주각의 성질에 따라
{\displaystyle \angle \Omega A'C'=\angle CBC'=\omega }
{\displaystyle \angle AOA'=2\angle A'CA=2\omega }
{\displaystyle \angle \Omega C'B'=\angle \Omega B'A'=\omega }
{\displaystyle \angle BOB'=\angle COC'=2\omega }
이다. 따라서 삼각형 {\displaystyle ABC}는 삼각형 {\displaystyle A'B'C'}을 외심 {\displaystyle O}에 대하여 {\displaystyle 2\omega }만큼 회전한 상이며, {\displaystyle \Omega }는 삼각형 {\displaystyle A'B'C'}의 제2 브로카르 점이다. 따라서 점 {\displaystyle \Omega }를 외심 {\displaystyle O}에 대하여 {\displaystyle 2\omega }만큼 회전한 상은 원래 삼각형 {\displaystyle ABC}의 제2 브로카르 점 {\displaystyle \Omega '}과 같다.
삼각형 {\displaystyle ABC}의 제1 브로카르 점 {\displaystyle \Omega }를 지나는 변 {\displaystyle BC}, {\displaystyle CA}, {\displaystyle AB}의 수선의 발을 {\displaystyle D}, {\displaystyle E}, {\displaystyle F}라고 하고, 제2 브로카르 점 {\displaystyle \Omega '}을 지나는 변 {\displaystyle BC}, {\displaystyle CA}, {\displaystyle AB}의 수선의 발을 {\displaystyle D'}, {\displaystyle E'}, {\displaystyle F'}라고 하자. 그렇다면 두 브로카르 점의 수족 삼각형 {\displaystyle FDE}와 {\displaystyle E'F'D'}은 합동이며, 둘 모두 원래 삼각형 {\displaystyle ABC}와 닮음이다.:269, §[XVI.]441
증명:
사각형 {\displaystyle \Omega FBD}, {\displaystyle \Omega DCE}, {\displaystyle \Omega EAF}는 내접 사각형이므로 원주각의 성질에 따라
{\displaystyle \angle \Omega FD=\angle \Omega BC=\omega }
{\displaystyle \angle \Omega DE=\angle \Omega CA=\omega }
{\displaystyle \angle \Omega EF=\angle \Omega AB=\omega }
이다. 따라서 {\displaystyle \Omega }는 삼각형 {\displaystyle FDE}의 제1 브로카르 점이다. 또한
{\displaystyle \angle DFE=\angle \Omega FD+\angle \Omega FE=\omega +\angle \Omega AC=\angle BAC}
{\displaystyle \angle EDF=\angle \Omega DE+\angle \Omega DF=\omega +\angle \Omega BA=\angle CBA}
{\displaystyle \angle FED=\angle \Omega EF+\angle \Omega ED=\omega +\angle \Omega CB=\angle ACB}
이므로 삼각형 {\displaystyle FDE}와 {\displaystyle ABC}는 닮음이다. 닮음비는
{\displaystyle {\frac {\Omega F}{\Omega A}}=\sin \omega }
이며, 이는 제2 브로카르 점의 경우도 마찬가지다.
삼각형 {\displaystyle ABC}의 꼭짓점이 시계 반대 방향 순서로 쓰였다고 하자. 그렇다면 한 꼭짓점 {\displaystyle A}와 제1 브로카르 점 {\displaystyle \Omega }를 지나는 직선 {\displaystyle A\Omega }, 시계 반대 방향에 대한 다음 꼭짓점 {\displaystyle B}를 지나는 대칭 중선 {\displaystyle BK}, 남은 꼭짓점 {\displaystyle C}를 지나는 중선 {\displaystyle CG}는 한 점에서 만난다. 반대로, 한 꼭짓점 {\displaystyle A}와 제2 브로카르 점 {\displaystyle \Omega '}을 지나는 직선 {\displaystyle A\Omega '}, 시계 방향에 대한 다음 꼭짓점 {\displaystyle C}를 지나는 대칭 중선 {\displaystyle CK}, 남은 꼭짓점 {\displaystyle B}를 지나는 중선 {\displaystyle BG}는 한 점에서 만난다.:122, §10.6
증명:
각 꼭짓점을 지나는 직선 {\displaystyle A\Omega }, {\displaystyle BK}, {\displaystyle CG}의 발을 {\displaystyle D}, {\displaystyle E}, {\displaystyle F}라고 하자. 그렇다면 대칭 중선과 중선의 성질에 따라
{\displaystyle {\frac {AF}{FB}}=1}
{\displaystyle {\frac {CE}{EA}}={\frac {a^{2}}{c^{2}}}}
이다. 체바 정리에 따라 다음을 보이는 것으로 충분하다.
{\displaystyle {\frac {BD}{DC}}={\frac {c^{2}}{a^{2}}}}
제1 브로카르 점 {\displaystyle \Omega }의 정의에 따라
{\displaystyle \angle B\Omega D=\angle \Omega AB+\angle \Omega BA=\omega +\angle ABC-\omega =\angle ABC}
{\displaystyle \angle D\Omega C=\angle BAC}
이다. 사인 법칙에 따라 다음이 성립한다.
{\displaystyle {\frac {B\Omega }{\sin(C-\omega )}}={\frac {a}{\sin(A+B)}}={\frac {a}{\sin C}}}
{\displaystyle {\frac {\Omega D}{\sin(C-\omega )}}={\frac {DC}{\sin A}}}
삼각형 {\displaystyle DB\Omega }와 {\displaystyle DAB}가 닮음이므로
{\displaystyle {\frac {c}{BD}}={\frac {B\Omega }{\Omega D}}={\frac {a\sin A}{DC\cdot \sin C}}={\frac {a^{2}}{DC\cdot c}}}
이다.

### 제1 브로카르 삼각형과 브로카르 원
삼각형 {\displaystyle ABC}의 각각 제1·제2 브로카르 점 {\displaystyle \Omega }와 {\displaystyle \Omega '}을 지나는 두 체바 직선 {\displaystyle B\Omega }와 {\displaystyle C\Omega '}, {\displaystyle C\Omega }와 {\displaystyle A\Omega '}, {\displaystyle A\Omega }와 {\displaystyle B\Omega '}의 교점 {\displaystyle B_{A}}, {\displaystyle B_{B}}, {\displaystyle B_{C}}를 꼭짓점으로 하는 삼각형을 삼각형 {\displaystyle ABC}의 제1 브로카르 삼각형(영어: first Brocard triangle) {\displaystyle B_{A}B_{B}B_{C}}라고 한다. 제1 브로카르 삼각형의 꼭짓점 {\displaystyle B_{A}}, {\displaystyle B_{B}}, {\displaystyle B_{C}}는 각각 삼각형의 변 {\displaystyle BC}, {\displaystyle CA}, {\displaystyle AB}의 수직 이등분선 위의 점이다.
증명:
이는 제1 브로카르 삼각형의 꼭짓점 {\displaystyle B_{A}}, {\displaystyle B_{B}}, {\displaystyle B_{C}}가 각각 브로카르 각을 밑각으로 하는 이등변 삼각형 {\displaystyle B_{A}BC}, {\displaystyle B_{B}CA}, {\displaystyle B_{C}AB}의 꼭짓점이기 때문이다.
삼각형 {\displaystyle ABC}의 대칭 중점 {\displaystyle K}와 외심 {\displaystyle O} 사이의 선분 {\displaystyle KO}를 지름으로 하는 원을 삼각형 {\displaystyle ABC}의 브로카르 원(영어: Brocard circle)이라고 한다. 브로카르 원은 제1 르무안 원과 동심원이다. 삼각형 {\displaystyle ABC}의 제1·제2 브로카르 점 {\displaystyle \Omega }, {\displaystyle \Omega '}은 모두 브로카르 원 위의 점이다. 브로카르 원은 제1 브로카르 삼각형 {\displaystyle B_{A}B_{B}B_{C}}의 외접원이다.
증명:
삼각형 {\displaystyle ABC}의 변 {\displaystyle BC}, {\displaystyle CA}, {\displaystyle AB}의 중점을 각각 {\displaystyle M_{A}}, {\displaystyle M_{B}}, {\displaystyle M_{C}}라고 하자. 그렇다면 {\displaystyle B_{A}}와 변 {\displaystyle BC} 사이의 거리는
{\displaystyle B_{A}M_{A}=BM_{A}\tan \angle B_{A}BM_{A}={\frac {1}{2}}a\tan \omega }
이다. 이는 대칭 중점 {\displaystyle K}와 변 {\displaystyle BC} 사이의 거리와 같으므로 {\displaystyle KB_{A}}와 {\displaystyle BC}는 평행한다. {\displaystyle OB_{A}}는 {\displaystyle BC}의 수선이므로 {\displaystyle KB_{A}}의 수선이다. 즉, 제1 브로카르 삼각형의 꼭짓점 {\displaystyle B_{A}}는 브로카르 원 위의 점이다.
마찬가지로 {\displaystyle KB_{B}}와 변 {\displaystyle CA}는 평행하며 {\displaystyle B_{B}}는 브로카르 원 위의 점이다. 따라서
{\displaystyle \angle \Omega B_{A}K=\angle B_{A}BC=\omega =\angle B_{B}CA=\angle \Omega B_{B}K}
이다. 즉, 제1 브로카르 점 {\displaystyle \Omega }는 브로카르 원 위의 점이다.
제1 브로카르 삼각형 {\displaystyle B_{A}B_{B}B_{C}}는 방향 비(非)보존 닮음 변환에 대하여 원래 삼각형 {\displaystyle ABC}와 닮음이다.:112, §10.4
증명:
이는 원주각의 성질을 사용하여 다음과 같이 증명할 수 있다.
{\displaystyle {\begin{aligned}\angle B_{A}B_{C}B_{B}&=\angle B_{A}\Omega B_{B}\\&=\pi -\angle \Omega B_{A}C-\angle \Omega CB_{A}\\&=\pi -(\pi -2\omega )-(2\omega -C)\\&=\angle ACB\end{aligned}}}
{\displaystyle \angle B_{C}B_{B}B_{A}=\angle CBA}
제1 브로카르 삼각형 {\displaystyle B_{A}B_{B}B_{C}}와 원래 삼각형 {\displaystyle ABC}의 무게 중심은 일치한다.:112, §10.4 이에 따라, 제1 브로카르 삼각형의 각 변 {\displaystyle B_{B}B_{C}}, {\displaystyle B_{C}B_{A}}, {\displaystyle B_{A}B_{B}}의 중점 {\displaystyle D}, {\displaystyle E}, {\displaystyle F}를 지나는 원래 삼각형의 변 {\displaystyle BC}, {\displaystyle CA}, {\displaystyle AB}의 수선은 원래 삼각형의 구점원의 중심 {\displaystyle N}에서 만난다.:117, §10.4
증명:
점 {\displaystyle B_{A}}를 변 {\displaystyle BC}에 대하여 반사시킨 상을 {\displaystyle B_{A}'}이라고 하자. 그렇다면
{\displaystyle \angle B_{C}BB_{A}'=\angle B_{C}BB_{A}+2\omega =\angle ABC}
{\displaystyle {\frac {B_{C}B}{AB}}={\frac {1}{2}}\sec \omega ={\frac {BB_{A}}{BC}}={\frac {BB_{A}'}{BC}}}
이므로 삼각형 {\displaystyle ABC}와 {\displaystyle B_{C}BB_{A}'}은 닮음이다. 마찬가지로
{\displaystyle \angle B_{B}CB_{A}'=\angle ACB}
{\displaystyle {\frac {B_{B}C}{AC}}={\frac {1}{2}}\sec \omega ={\frac {B_{A}'C}{BC}}}
이므로 삼각형 {\displaystyle ABC}와 {\displaystyle B_{B}B_{A}'C}는 닮음이다. 또한 {\displaystyle BB_{A}'=B_{A}'C}이므로 삼각형 {\displaystyle B_{C}BB_{A}'}와 {\displaystyle B_{B}B_{A}'C}는 합동이다. 따라서
{\displaystyle AB_{C}=B_{C}B=B_{B}B_{A}'}
이다. 선분 {\displaystyle AB_{C}}, {\displaystyle B_{B}B_{A}'}을 각각 점 {\displaystyle A}, {\displaystyle C}에 대하여 시계 방향 {\displaystyle \omega }만큼 회전시킨 상은 모두 변 {\displaystyle AB}와 평행하므로, {\displaystyle AB_{C}}와 {\displaystyle B_{B}B_{A}'}은 평행한다. 따라서 사각형 {\displaystyle AB_{C}B_{A}'B_{B}}는 평행 사변형이며, 대각선 {\displaystyle AB_{A}'}와 {\displaystyle B_{C}B_{B}}는 그 교점 {\displaystyle P}에서 서로를 이등분한다. 선분 {\displaystyle B_{A}D}는 삼각형 {\displaystyle B_{A}B_{B}B_{C}}와 {\displaystyle AB_{A}B_{A}'}의 공통 꼭짓점 {\displaystyle B_{A}}를 지나는 공통 중선이므로, 삼각형 {\displaystyle B_{A}B_{B}B_{C}}와 {\displaystyle AB_{A}B_{A}'}의 무게 중심은 일치한다. 선분 {\displaystyle BC}와 {\displaystyle B_{A}B_{A}'}의 공통 중점을 {\displaystyle M_{A}}라고 하자. 그렇다면 선분 {\displaystyle AM_{A}}는 삼각형 {\displaystyle ABC}와 {\displaystyle AB_{A}B_{A}'}의 공통 꼭짓점 {\displaystyle A}를 지나는 공통 중선이므로, 삼각형 {\displaystyle ABC}와 {\displaystyle AB_{A}B_{A}'}의 무게 중심 역시 일치한다. 따라서 삼각형 {\displaystyle ABC}와 {\displaystyle B_{A}B_{B}B_{C}}의 무게 중심은 일치한다.
삼각형 {\displaystyle ABC}의 외심 {\displaystyle O}와 제1 브로카르 삼각형의 꼭짓점 {\displaystyle B_{A}}, {\displaystyle B_{B}}, {\displaystyle B_{C}}에 무게 중심 {\displaystyle G}를 닮음 중심으로 하고 {\displaystyle -1/2}을 닮음비로 하는 중심 닮음 변환을 가한 상은 각각 구점원의 중심 {\displaystyle N}과 점 {\displaystyle D}, {\displaystyle E}, {\displaystyle F}이다. {\displaystyle B_{A}O}, {\displaystyle B_{B}O}, {\displaystyle B_{C}O}는 각각 삼각형의 변 {\displaystyle BC}, {\displaystyle CA}, {\displaystyle AB}의 수직 이등분선이다. 위 변환은 직선의 방향을 보존하므로 {\displaystyle DN}과 {\displaystyle B_{A}O}, {\displaystyle EN}과 {\displaystyle B_{B}O}, {\displaystyle FN}과 {\displaystyle B_{C}O}는 평행한다. 따라서 {\displaystyle DN}, {\displaystyle EN}, {\displaystyle FN}은 각각 삼각형의 변 {\displaystyle BC}, {\displaystyle CA}, {\displaystyle AB}의 수선이다.

### 제2 브로카르 삼각형
삼각형 {\displaystyle ABC}의 꼭짓점 {\displaystyle B} 또는 {\displaystyle C}를 지나며 꼭짓점 {\displaystyle A}에서 각각 변 {\displaystyle CA} 또는 {\displaystyle AB}에 접하는 두 원의 교점 {\displaystyle C_{A}}, 꼭짓점 {\displaystyle C} 또는 {\displaystyle A}를 지나며 꼭짓점 {\displaystyle B}에서 각각 변 {\displaystyle AB} 또는 {\displaystyle BC}에 접하는 두 원의 교점 {\displaystyle C_{B}}, 꼭짓점 {\displaystyle A} 또는 {\displaystyle B}를 지나며 꼭짓점 {\displaystyle C}에서 각각 변 {\displaystyle BC} 또는 {\displaystyle CA}에 접하는 두 원의 교점 {\displaystyle C_{C}}를 꼭짓점으로 하는 삼각형을 삼각형 {\displaystyle ABC}의 제2 브로카르 삼각형(영어: second Brocard triangle) {\displaystyle C_{A}C_{B}C_{C}}라고 한다. 제2 브로카르 삼각형의 꼭짓점 {\displaystyle C_{A}}, {\displaystyle C_{B}}, {\displaystyle C_{C}}는 각각 대칭 중선 {\displaystyle AK}, {\displaystyle BK}, {\displaystyle CK} 위의 점이다.
증명:
접현각의 성질에 따라
{\displaystyle \angle C_{A}AB=\angle C_{A}CA}
{\displaystyle \angle C_{A}BA=\angle C_{A}AC}
이므로 삼각형 {\displaystyle C_{A}AB}와 {\displaystyle C_{A}CA}는 닮음이다. 따라서 {\displaystyle C_{A}}와 삼각형의 두 변 {\displaystyle AB}, {\displaystyle CA} 사이의 거리의 비는 {\displaystyle AB/CA=c/b}이다. 즉, {\displaystyle C_{A}}는 대칭 중선 {\displaystyle AK} 위의 점이다.
브로카르 원은 제2 브로카르 삼각형 {\displaystyle C_{A}C_{B}C_{C}}의 외접원이다. 제2 브로카르 삼각형의 꼭짓점 {\displaystyle C_{A}}, {\displaystyle C_{B}}, {\displaystyle C_{C}}는 각각 선분 {\displaystyle AK}, {\displaystyle BK}, {\displaystyle CK}를 연장한 외접원의 현의 중점이다.:118, §10.4
증명:
편의상 삼각형 {\displaystyle ABC}가 예각 삼각형이며 대칭 중점 {\displaystyle K}가 선분 {\displaystyle AC_{A}} 위의 점이며 외심 {\displaystyle O}가 삼각형 {\displaystyle AC_{A}C}의 내부에 속한다고 가정하자 (그 밖의 경우의 증명은 유사하다). 그렇다면
{\displaystyle \angle BC_{A}C=2\angle BAC=\angle BOC}
이므로 {\displaystyle B}, {\displaystyle C_{A}}, {\displaystyle O}, {\displaystyle C}는 한 원 위의 점이다. 따라서 다음이 성립한다.
{\displaystyle {\begin{aligned}\angle KC_{A}O&=\angle AC_{A}C-\angle OC_{A}C\\&=(\pi -\angle C_{A}AC-\angle C_{A}CA)-\angle OBC\\&=(\pi -\angle C_{A}AC-\angle C_{A}AB)-(\pi /2-\angle BAC)\\&=(\pi -\angle BAC)-(\pi /2-\angle BAC)\\&=\pi /2\end{aligned}}}
즉, 제2 브로카르 삼각형의 꼭짓점 {\displaystyle C_{A}}는 브로카르 원 위의 점이다.
유향 선분 {\displaystyle AK}의 연장선과 외접원의 교점을 {\displaystyle D}라고 하자. 그렇다면 {\displaystyle OC_{A}}가 현 {\displaystyle AD}의 수선이므로 {\displaystyle C_{A}}는 현 {\displaystyle AD}의 중점이다.

### 슈타이너 점과 타리 점
삼각형 {\displaystyle ABC}의 각 꼭짓점 {\displaystyle A}, {\displaystyle B}, {\displaystyle C}를 지나는 제1 브로카르 삼각형의 변 {\displaystyle B_{B}B_{C}}, {\displaystyle B_{C}B_{A}}, {\displaystyle B_{A}B_{B}}의 평행선은 한 점에서 만난다. 이 점을 삼각형 {\displaystyle ABC}의 슈타이너 점(영어: Steiner point) {\displaystyle S}라고 한다 (야코프 슈타이너). 삼각형 {\displaystyle ABC}의 각 꼭짓점 {\displaystyle A}, {\displaystyle B}, {\displaystyle C}를 지나는 제1 브로카르 삼각형의 변 {\displaystyle B_{B}B_{C}}, {\displaystyle B_{C}B_{A}}, {\displaystyle B_{A}B_{B}}의 수선은 한 점에서 만난다. 이 점을 삼각형 {\displaystyle ABC}의 타리 점(영어: Tarry point) {\displaystyle T}라고 한다 (가스통 타리, 프랑스어: Gaston Tarry). 슈타이너 점과 타리 점은 외접원 위의 한 쌍의 대척점이다.:119–120, §10.5, (a)
증명:
꼭짓점 {\displaystyle A}, {\displaystyle B}를 지나는 변 {\displaystyle B_{B}B_{C}}, {\displaystyle B_{C}B_{A}}의 평행선의 교점을 {\displaystyle S}라고 하자. 그렇다면 삼각형 {\displaystyle ABC}와 {\displaystyle B_{A}B_{B}B_{C}}가 닮음이므로
{\displaystyle \angle ASB=\angle B_{A}B_{C}B_{B}=\angle ACB}
이다. 따라서 {\displaystyle S}는 외접원 위의 점이다. 원주각의 성질에 따라
{\displaystyle \angle BSC=\angle BAC=\angle B_{B}B_{A}B_{C}}
이다. {\displaystyle BS}와 {\displaystyle B_{C}B_{A}}가 평행하므로 {\displaystyle CS}는 {\displaystyle B_{A}B_{B}}와 평행한다.
점 {\displaystyle S}의 대척점을 {\displaystyle T}라고 하자. 그렇다면 선분 {\displaystyle ST}가 외접원의 지름이므로 {\displaystyle AT}, {\displaystyle BT}, {\displaystyle CT}는 각각 {\displaystyle AS}, {\displaystyle BS}, {\displaystyle CS}의 수선이다. 따라서 {\displaystyle AT}, {\displaystyle BT}, {\displaystyle CT}는 {\displaystyle B_{B}B_{C}}, {\displaystyle B_{C}B_{A}}, {\displaystyle B_{A}B_{B}}의 수선이다.
슈타이너 점은 삼각형의 각 꼭짓점에 외각의 크기를 질량으로 부여한 질점의 무게 중심이다.:120, §10.5, (a)
삼각형 {\displaystyle ABC}의 대칭 중점 {\displaystyle K}는 제1 브로카르 삼각형 {\displaystyle B_{A}B_{B}B_{C}}의 슈타이너 점이다.:121, §10.5, (b)
증명:
우선, 제1 브로카르 삼각형 {\displaystyle B_{A}B_{B}B_{C}}의 제1 브로카르 삼각형 {\displaystyle B_{A}^{2}B_{B}^{2}B_{C}^{2}}의 각 변 {\displaystyle B_{B}^{2}B_{C}^{2}}, {\displaystyle B_{C}^{2}B_{A}^{2}}, {\displaystyle B_{A}^{2}B_{B}^{2}}가 원래 삼각형 {\displaystyle ABC}와 중심 닮음임을 증명하자. 대칭성에 따라 {\displaystyle B_{A}^{2}B_{B}^{2}}와 {\displaystyle AB}가 평행함을 증명하면 충분하다. 삼각형 {\displaystyle ABC}와 제1 브로카르 삼각형 {\displaystyle B_{A}B_{B}B_{C}}를 조합한 도형은 제1 브로카르 삼각형 {\displaystyle B_{A}B_{B}B_{C}}와 그 제1 브로카르 삼각형 {\displaystyle B_{A}^{2}B_{B}^{2}B_{C}^{2}}를 조합한 도형과 방향 비(非)보존 닮음 변환에 대하여 닮음이다. 따라서 {\displaystyle BC}에서 {\displaystyle B_{A}B_{B}}로 회전한 각의 크기와 {\displaystyle B_{B}B_{C}}에서 {\displaystyle B_{A}^{2}B_{B}^{2}}로 회전한 각의 크기는 덧셈 역원이다. {\displaystyle B_{A}B_{B}}에서 {\displaystyle B_{B}B_{C}}로 회전한 각의 크기는 {\displaystyle BC}에서 {\displaystyle AB}로 회전한 각의 크기와 같으므로 (절댓값은 {\displaystyle \angle ABC}), {\displaystyle BC}에서 {\displaystyle B_{A}^{2}B_{B}^{2}}로 회전한 각의 크기는 {\displaystyle BC}에서 {\displaystyle AB}로 회전한 각의 크기와 같다. 따라서 {\displaystyle B_{A}^{2}B_{B}^{2}}와 {\displaystyle AB}는 평행한다.
이제 대칭 중점 {\displaystyle K}가 제1 브로카르 삼각형 {\displaystyle B_{A}B_{B}B_{C}}의 슈타이너 점임을 증명하자. 삼각형 {\displaystyle ABC}의 외심을 {\displaystyle O}라고 하자. 대칭성에 따라 {\displaystyle B_{A}K}와 {\displaystyle B_{B}^{2}B_{C}^{2}}가 평행함을 증명하면 충분하다. 이는 {\displaystyle B_{A}K}와 {\displaystyle B_{A}O}가 수직이며 {\displaystyle B_{A}O}와 {\displaystyle BC}가 수직이며 또한 {\displaystyle BC}와 {\displaystyle B_{B}^{2}B_{C}^{2}}가 평행하므로 성립한다.

### 노이베르크 원
삼각형 {\displaystyle ABC}의 브로카르 각을 {\displaystyle \omega }라고 하자. 그렇다면 각각 선분 {\displaystyle BC}, {\displaystyle CA}, {\displaystyle AB}를 한 변으로 하는 삼각형 {\displaystyle PBC}, {\displaystyle QCA}, {\displaystyle RAB}의 브로카르 각이 {\displaystyle \omega }가 되게 만드는 점 {\displaystyle P}, {\displaystyle Q}, {\displaystyle R}의 자취는 각각 꼭짓점 {\displaystyle A}, {\displaystyle B}, {\displaystyle C}를 지나는 원과 이를 각각 변 {\displaystyle BC}, {\displaystyle CA}, {\displaystyle AB}에 대하여 반사한 상이다. 총 6개의 원 가운데 각각 꼭짓점 {\displaystyle A}, {\displaystyle B}, {\displaystyle C}를 지나는 3개의 원을 삼각형 {\displaystyle ABC}의 노이베르크 원(영어: Neuberg circles)이라고 한다 (요제프 노이베르크, 룩셈부르크어: Joseph Neuberg).
증명:
삼각형 {\displaystyle ABC}와 음이 아닌 실수 {\displaystyle \omega \in [0,\pi /6]}이 주어졌다고 하자. 삼각형의 변 {\displaystyle BC}의 중점을 {\displaystyle M_{A}}라고 하자. 변 {\displaystyle BC}의 수직 이등분선에서 변 {\displaystyle BC}에 대하여 {\displaystyle A}와 같은 쪽이며
{\displaystyle N_{A}M_{A}={\frac {1}{2}}a\cot \omega }
인 점 {\displaystyle N_{A}}를 취하자. 아폴로니오스 정리에 따라
{\displaystyle {AM_{A}}^{2}={\frac {1}{2}}b^{2}+{\frac {1}{2}}c^{2}-{\frac {1}{4}}a^{2}}
이다. 또한 삼각형 {\displaystyle ABC}의 넓이는 다음과 같다.
{\displaystyle S={\frac {1}{2}}a\cdot AM_{A}\cdot \cos \angle AM_{A}N_{A}}
코사인 법칙에 따라 다음이 성립한다.
{\displaystyle {\begin{aligned}N_{A}A^{2}&={AM_{A}}^{2}+{N_{A}M_{A}}^{2}-2\cdot AM_{A}\cdot N_{A}M_{A}\cdot \cos \angle AM_{A}N_{A}\\&={\frac {1}{2}}b^{2}+{\frac {1}{2}}c^{2}-{\frac {1}{4}}a^{2}+{\frac {1}{4}}a^{2}\cot ^{2}\omega -2\cdot AM_{A}\cdot {\frac {1}{2}}a\cot \omega \cdot \cos \angle AM_{A}N_{A}\\&={\frac {1}{2}}b^{2}+{\frac {1}{2}}c^{2}-{\frac {1}{4}}a^{2}+{\frac {1}{4}}a^{2}\cot ^{2}\omega -2S\cot \omega \end{aligned}}}
만약 삼각형 {\displaystyle ABC}의 브로카르 각이 {\displaystyle \omega }라면,
{\displaystyle {\begin{aligned}N_{A}A^{2}&={\frac {1}{2}}b^{2}+{\frac {1}{2}}c^{2}-{\frac {1}{4}}a^{2}+{\frac {1}{4}}a^{2}\cot ^{2}\omega -{\frac {a^{2}+b^{2}+c^{2}}{2}}\\&={\frac {1}{4}}a^{2}(\cot ^{2}\omega -3)\end{aligned}}}
이다. 즉, {\displaystyle A}는 중심이 {\displaystyle N_{A}}, 반지름이
{\displaystyle {\frac {1}{2}}a{\sqrt {\cot ^{2}\omega -3}}}
인 원 위의 점이다. 반대로, 만약
{\displaystyle N_{A}A={\frac {1}{2}}a{\sqrt {\cot ^{2}\omega -3}}}
이라면,
{\displaystyle \cot \omega ={\frac {a^{2}+b^{2}+c^{2}}{4S}}}
이므로 삼각형 {\displaystyle ABC}의 브로카르 각은 {\displaystyle \omega }이다.
꼭짓점 {\displaystyle A}, {\displaystyle B}, {\displaystyle C}를 지나는 노이베르크 원의 중심 {\displaystyle N_{A}}, {\displaystyle N_{B}}, {\displaystyle N_{C}}는 각각 삼각형의 변 {\displaystyle BC}, {\displaystyle CA}, {\displaystyle AB}의 수직 이등분선 위의 점이다. 노이베르크 원의 중심 {\displaystyle N_{A}}, {\displaystyle N_{B}}, {\displaystyle N_{C}}와 삼각형의 변 {\displaystyle BC}, {\displaystyle CA}, {\displaystyle AB} 사이의 거리는 각각 다음과 같다.:287, §[XVII.]480
{\displaystyle d(N_{A},BC)={\frac {1}{2}}a\cot \omega }
{\displaystyle d(N_{B},CA)={\frac {1}{2}}b\cot \omega }
{\displaystyle d(N_{C},AB)={\frac {1}{2}}c\cot \omega }
노이베르크 원의 반지름은 각각 다음과 같다.:287, §[XVII.]480
{\displaystyle N_{A}A={\frac {1}{2}}a{\sqrt {\cot ^{2}\omega -3}}}
{\displaystyle N_{B}B={\frac {1}{2}}b{\sqrt {\cot ^{2}\omega -3}}}
{\displaystyle N_{C}C={\frac {1}{2}}c{\sqrt {\cot ^{2}\omega -3}}}
꼭짓점 {\displaystyle A}를 지나는 노이베르크 원은 꼭짓점 {\displaystyle B}, {\displaystyle C}를 중심으로 하며 선분 {\displaystyle BC}를 반지름으로 하는 두 원과 직교한다. 마찬가지로, 꼭짓점 {\displaystyle B}를 지나는 노이베르크 원은 꼭짓점 {\displaystyle C}, {\displaystyle A}를 중심으로 하며 선분 {\displaystyle CA}를 반지름으로 하는 두 원과 직교하며, 꼭짓점 {\displaystyle C}를 지나는 노이베르크 원은 꼭짓점 {\displaystyle A}, {\displaystyle B}를 중심으로 하며 선분 {\displaystyle AB}를 반지름으로 하는 두 원과 직교한다. 이에 따라, 고정된 선분 {\displaystyle BC} 및 변화하는 점 {\displaystyle A}에 대한 (꼭짓점 {\displaystyle A}를 지나는) 노이베르크 원들은 동축원 다발을 이루며, 그 두 극한점 {\displaystyle L}, {\displaystyle L'}과 선분 {\displaystyle BC}는 두 정삼각형 {\displaystyle LBC}, {\displaystyle L'BC}를 이룬다.:289, §[XVII.]484

## 역사
오늘날 브로카르 점이라고 불리는 개념은 아우구스트 레오폴트 크렐레(독일어: August Leopold Crelle)가 1816년에 도입하였다.:495 그 후 카를 프리드리히 안드레아스 야코비(독일어: Karl Friedrich Andreas Jacobi)를 비롯한 수학자들도 이를 연구하였다.:495 앙리 브로카르(프랑스어: Henri Brocard)가 1875년에 재발견하였다.:495

## 참고 문헌
1. 1 2 3 4 5 6 7 8 9 10 11  Honsberger, Ross (1995). 《Episodes in Nineteenth and Twentieth Century Euclidean Geometry》. New Mathematical Library (영어) 37. Washington: The Mathematical Association of America. ISBN 0-88385-639-5.
2. 1 2 3 4 5 6  Johnson, Roger A. (1960) [1929]. 《Advanced Euclidean Geometry》 (영어). New York, N. Y.: Dover Publications.
3. 1 2 3 4  Besenyei, Ádám (2015년 5월). “The Brocard Angle and a Geometrical Gem from Dmitriev and Dynkin”. 《The American Mathematical Monthly》 (영어) 122 (5): 495–499. doi:10.4169/amer.math.monthly.122.5.495. ISSN 0002-9890. JSTOR 10.4169/amer.math.monthly.122.5.495.